# Beauziac
Beauziac (Bausiac en occitan) est une commune du Sud-Ouest de la France, située dans le département de Lot-et-Garonne, en région Nouvelle-Aquitaine.

## Géographie

### Localisation
Commune située dans les Landes de Gascogne à 4,5 km à l'ouest de Casteljaloux.

### Communes limitrophes
Les communes limitrophes sont Poussignac, Pindères, Casteljaloux et Saint-Martin-Curton.
|                     | Poussignac |              |
| Saint-Martin-Curton | Beauziac   | Casteljaloux |
|                     | Pindères   |              |

Représentations cartographiques de la commune
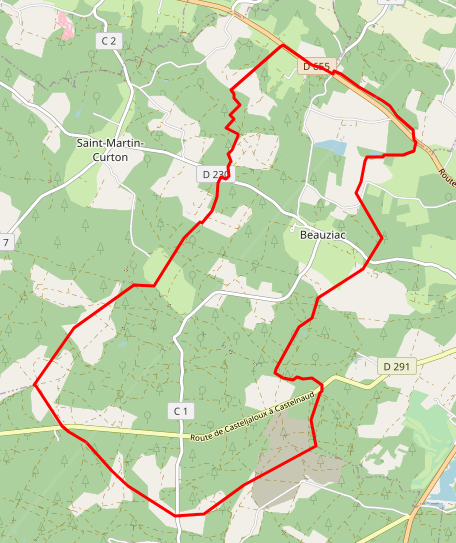
Carte OpenStreetMap.
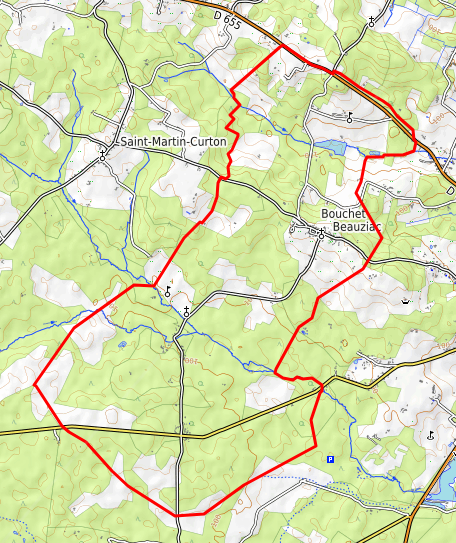
Carte topographique.

### Climat
Pour des articles plus généraux, voir Climat de la Nouvelle-Aquitaine et Climat de Lot-et-Garonne.
Historiquement, la commune est exposée à un climat océanique aquitain.  
En 2020, Météo-France publie une typologie des climats de la France métropolitaine dans laquelle la commune est exposée à un climat océanique et est dans la région climatique Aquitaine, Gascogne, caractérisée par une pluviométrie abondante au printemps, modérée en automne, un faible ensoleillement au printemps, un été chaud (19,5 °C), des vents faibles, des brouillards fréquents en automne et en hiver et des orages fréquents en été (15 à 20 jours).
Pour la période 1971-2000, la température annuelle moyenne est de 13,1 °C, avec une amplitude thermique annuelle de 14,9 °C. Le cumul annuel moyen de précipitations est de 828 mm, avec 11,3 jours de précipitations en janvier et 6,8 jours en juillet. Pour la période 1991-2020, la température moyenne annuelle observée sur la station météorologique la plus proche, située sur la commune de Saint-Martin-Curton à 3 km à vol d'oiseau, est de 13,7 °C et le cumul annuel moyen de précipitations est de 867,2 mm,. Pour l'avenir, les paramètres climatiques de la commune estimés pour 2050 selon différents scénarios d’émission de gaz à effet de serre sont consultables sur un site dédié publié par Météo-France en novembre 2022.

## Urbanisme

### Typologie
Au 1er janvier 2024, Beauziac est catégorisée commune rurale à habitat très dispersé, selon la nouvelle grille communale de densité à sept niveaux définie par l'Insee en 2022.
Elle est située hors unité urbaine. Par ailleurs la commune fait partie de l'aire d'attraction de Casteljaloux, dont elle est une commune de la couronne,. Cette aire, qui regroupe 14 communes, est catégorisée dans les aires de moins de 50 000 habitants,.

### Occupation des sols

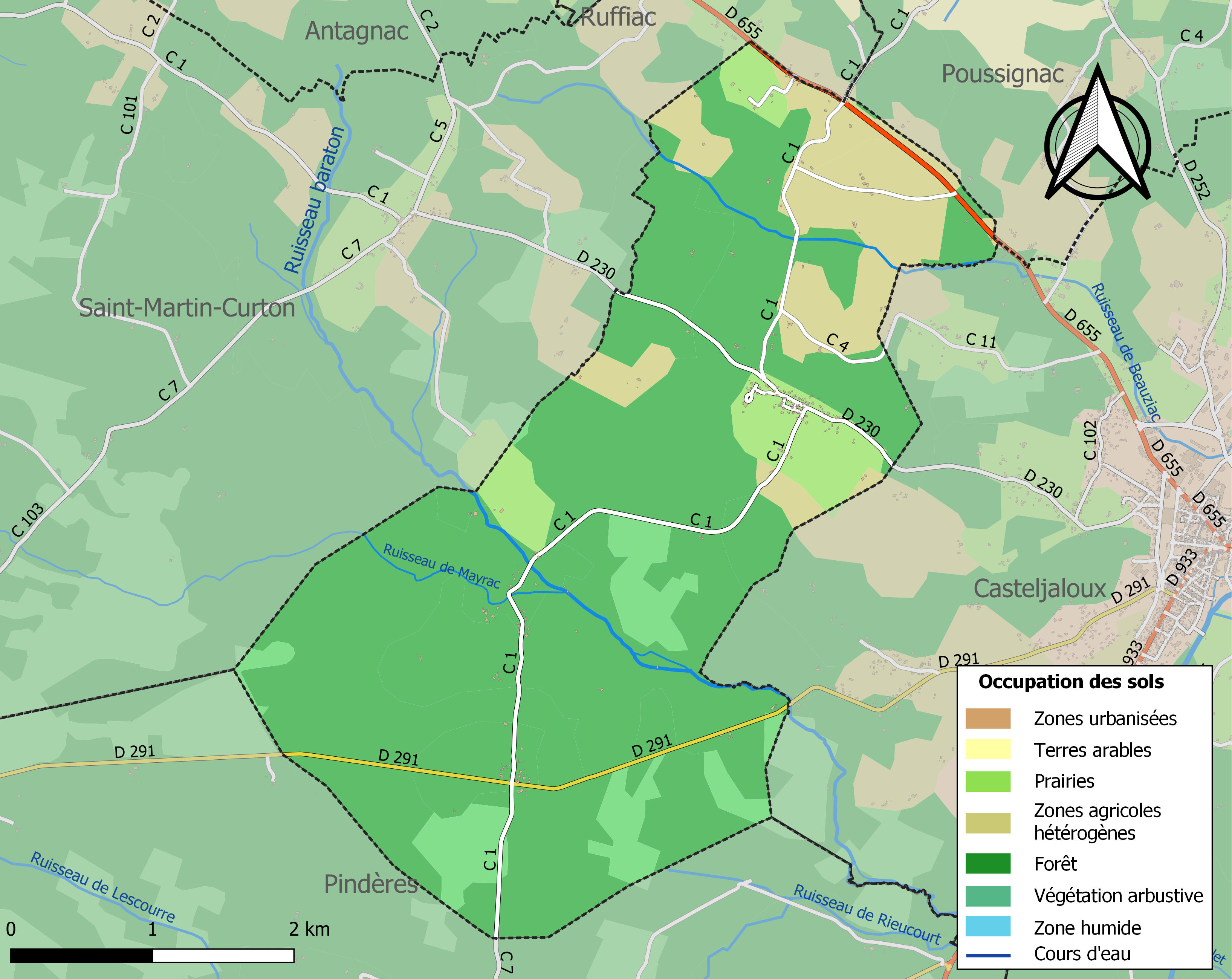
Carte des infrastructures et de l'occupation des sols de la commune en 2018 (CLC).

L'occupation des sols de la commune, telle qu'elle ressort de la base de données européenne d’occupation biophysique des sols Corine Land Cover (CLC), est marquée par l'importance des forêts et milieux semi-naturels (80,9 % en 2018), en diminution par rapport à 1990 (82,9 %). La répartition détaillée en 2018 est la suivante : 
forêts (73,6 %), zones agricoles hétérogènes (12,6 %), milieux à végétation arbustive et/ou herbacée (7,3 %), prairies (6,4 %). L'évolution de l’occupation des sols de la commune et de ses infrastructures peut être observée sur les différentes représentations cartographiques du territoire : la carte de Cassini (XVIIIe siècle), la carte d'état-major (1820-1866) et les cartes ou photos aériennes de l'IGN pour la période actuelle (1950 à aujourd'hui).

### Risques majeurs
Le territoire de la commune de Beauziac est vulnérable à différents aléas naturels : météorologiques (tempête, orage, neige, grand froid, canicule ou sécheresse), feux de forêts, mouvements de terrains et séisme (sismicité très faible). Il est également exposé à un risque technologique, le transport de matières dangereuses. Un site publié par le BRGM permet d'évaluer simplement et rapidement les risques d'un bien localisé soit par son adresse soit par le numéro de sa parcelle.

#### Risques naturels
Beauziac est exposée au risque de feu de forêt. Depuis le 20 avril 2016, les départements de la Gironde, des Landes et de Lot-et-Garonne disposent d’un règlement interdépartemental de protection de la forêt contre les incendies. Ce règlement vise à mieux prévenir les incendies de forêt, à faciliter les interventions des services et à limiter les conséquences, que ce soit par le débroussaillement, la limitation de l’apport du feu ou la réglementation des activités en forêt. Il définit en particulier cinq niveaux de vigilance croissants auxquels sont associés différentes mesures,.
Les mouvements de terrains susceptibles de se produire sur la commune sont des glissements de terrain et des tassements différentiels.

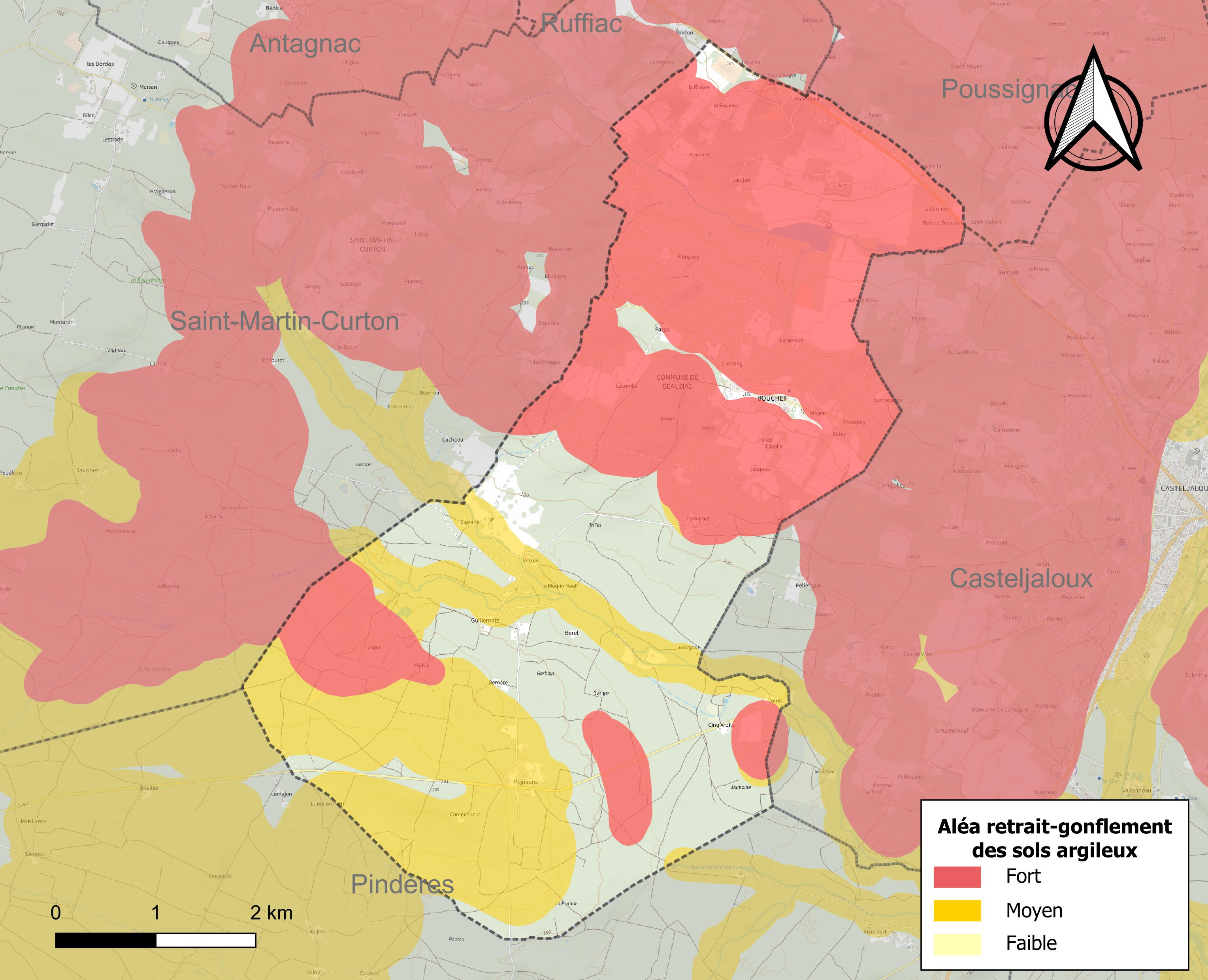
Carte des zones d'aléa retrait-gonflement des sols argileux de Beauziac.

Le retrait-gonflement des sols argileux est susceptible d'engendrer des dommages importants aux bâtiments en cas d’alternance de périodes de sécheresse et de pluie. 72 % de la superficie communale est en aléa moyen ou fort (91,8 % au niveau départemental et 48,5 % au niveau national). Depuis le 1er octobre 2020, en application de la loi ELAN, différentes contraintes s'imposent aux vendeurs, maîtres d'ouvrages ou constructeurs de biens situés dans une zone classée en aléa moyen ou fort,.
La commune a été reconnue en état de catastrophe naturelle au titre des dommages causés par les inondations et coulées de boue survenues en 1982, 1999, 2007, 2009 et 2018, par la sécheresse en 2011 et par des mouvements de terrain en 1999.

## Toponymie
La commune, qui résulte de la fusion de Bouchet (en occitan, Lo Boishet) et du Tren (en occitan, Lo Tren), a repris le nom du château de Beauziac. La mairie est au Bouchet.

## Histoire
La commune est le résultat de l’union de deux anciennes communes : celle du Tren au sud, sans véritable agglomération, avec le château de Carnine et une chapelle, et celle de Bouchet, au centre-est, où se trouvent actuellement la mairie, l’église paroissiale, l’école.
Le 2 mai 1837, une ordonnance royale réunit les communes de Bouchet et de Le Tren sous le nom de Beauziac.

Au recensement de 1836, la commune du Tren comptait 289 habitants et Bouchet, 240.
L'histoire de la commune est liée, en bonne partie, à deux familles nobles habitant les châteaux de Beauziac au nord et de Carnine au sud.

### Château de Carnine
Propriété de plusieurs générations de la famille de Brocas de Lanauze. Certains de ses membres ont été enterrés dans la chapelle de Sainte-Radegonde, située dans leurs anciens domaines, non loin du château.
- Le 15 mai 1721, noble Bernard du Casse, en son nom et de celui de son épouse, avait rendu foi et hommage au duc de Bouillon pour sadite maison noble de Carnine.
- Le 28 février 1732, naît de Pierre-Henri de Brocas (VII lignée de la famille) et de Jeanne du Casse leur fils aîné, messire François de Brocas. Plus tard, écuyer, sieur de La Nauze, habitant Casteljaloux et l’initiateur de la 8e lignée.

François de Brocas fut institué héritier général et universel de Jeanne du Casse, sa mère, par le testament de celle-ci du 25 août 1754.
Le 9 août 1758, il s’est marié à Jeanne-Antoinette du Casse du Mirail, héritière de la maison noble de Mons ou Carnine, fille de noble Bernard du Casse, sieur de Mirail, et de dame Élisabeth de Joly d’Esclarens, habitants de Casteljaloux, en la paroisse de Saint-Raphaël.
- Le 11 mars 1814, Pierre-Henry de Brocas, fils de  messire François de Brocas sieur de La Nauze et de Jeanne-Antoinette du Casse du Mirail, 9e de la lignée, eut l’honneur d’accompagner Mgr le duc d’Angoulême[23] à son entrée à Bazas, lors de son retour en France, et fut décoré à cette occasion des insignes du « Brassard bordelais ».

Il est décédé au château de Carnine le 21 janvier 1824.
Leur troisième enfant, François-Vosy Brocas de la Nauze, écuyer, initiateur de la 10e lignée, était en 1846 chef des nom et armes de sa maison, habitant au château de Carnine, près de Casteljaloux.
François-Vosy Brocas de la Nauze s’est marié à Mathilde-Marie-Françoise de Villespassans de Faure. Ils ont eu trois enfants, le premier noble Guillaume-François-de L’Île de Brocas de La Nauze est né au château de Carnine le 31 octobre 1849. Le troisième, une fille, Antoinette-Marie-Félicie de Brocas de La Nauze, est née aussi au château de Carnine le 29 août 1852.
- Bernard de Brocas, d’une génération postérieure datant du début du XXe siècle, sans descendance, a légué la propriété à Henri de Roquemaurel, son cousin germain d’ancienne noblesse auvergnate.

Les actuels propriétaires continuent la lignée des Roquemaurel.
- Ce château, situé dans le hameau du Tren, est constitué d’un corps central encadré par deux pavillons. L’axe central de la façade est constitué par un gable fini en épi de faîtage. Au vu de cette architecture régulière associée aux gables, on peut estimer sa période de construction entre les XVIIe et XVIIIe siècles.

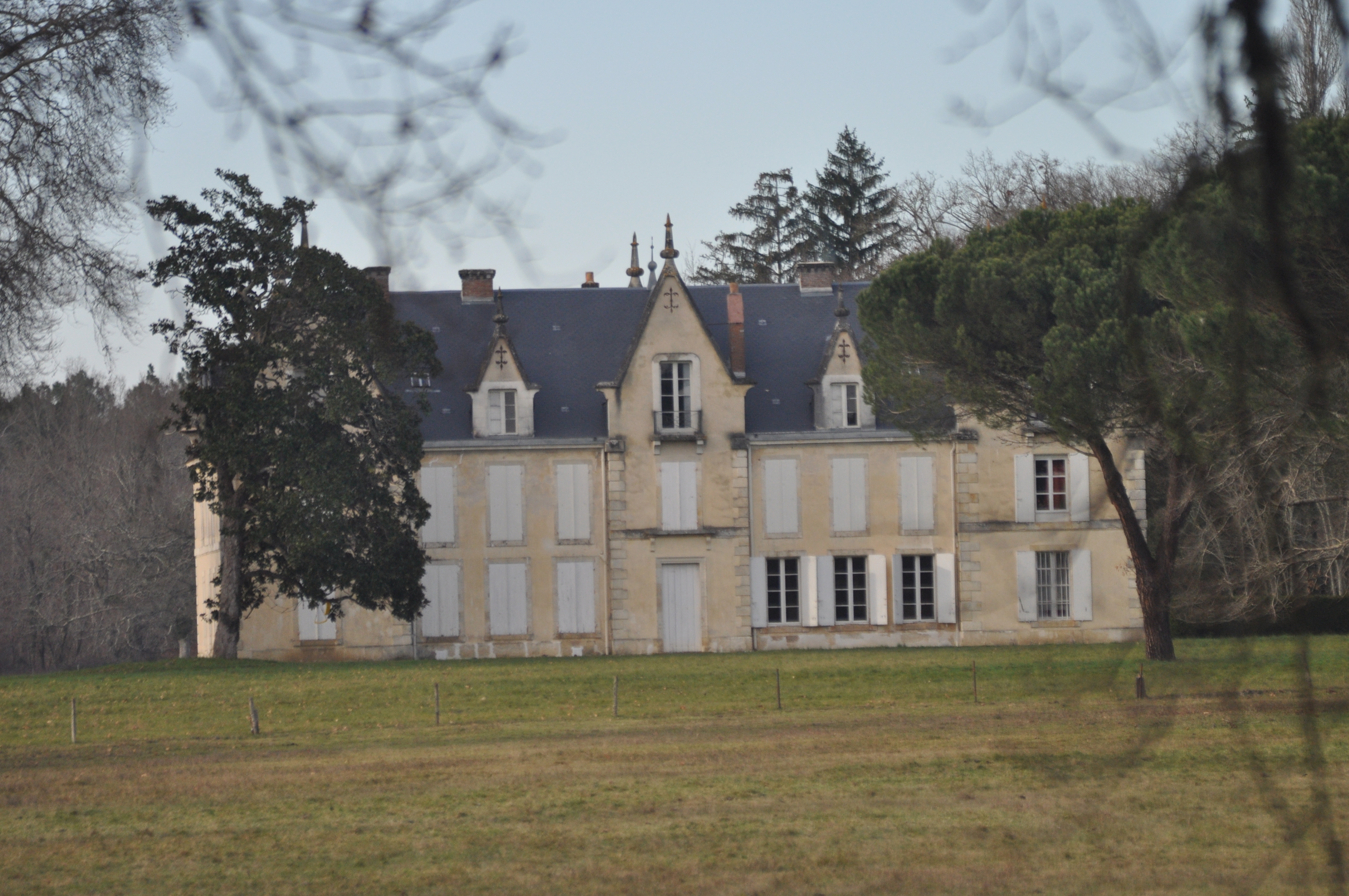
Façade du château.
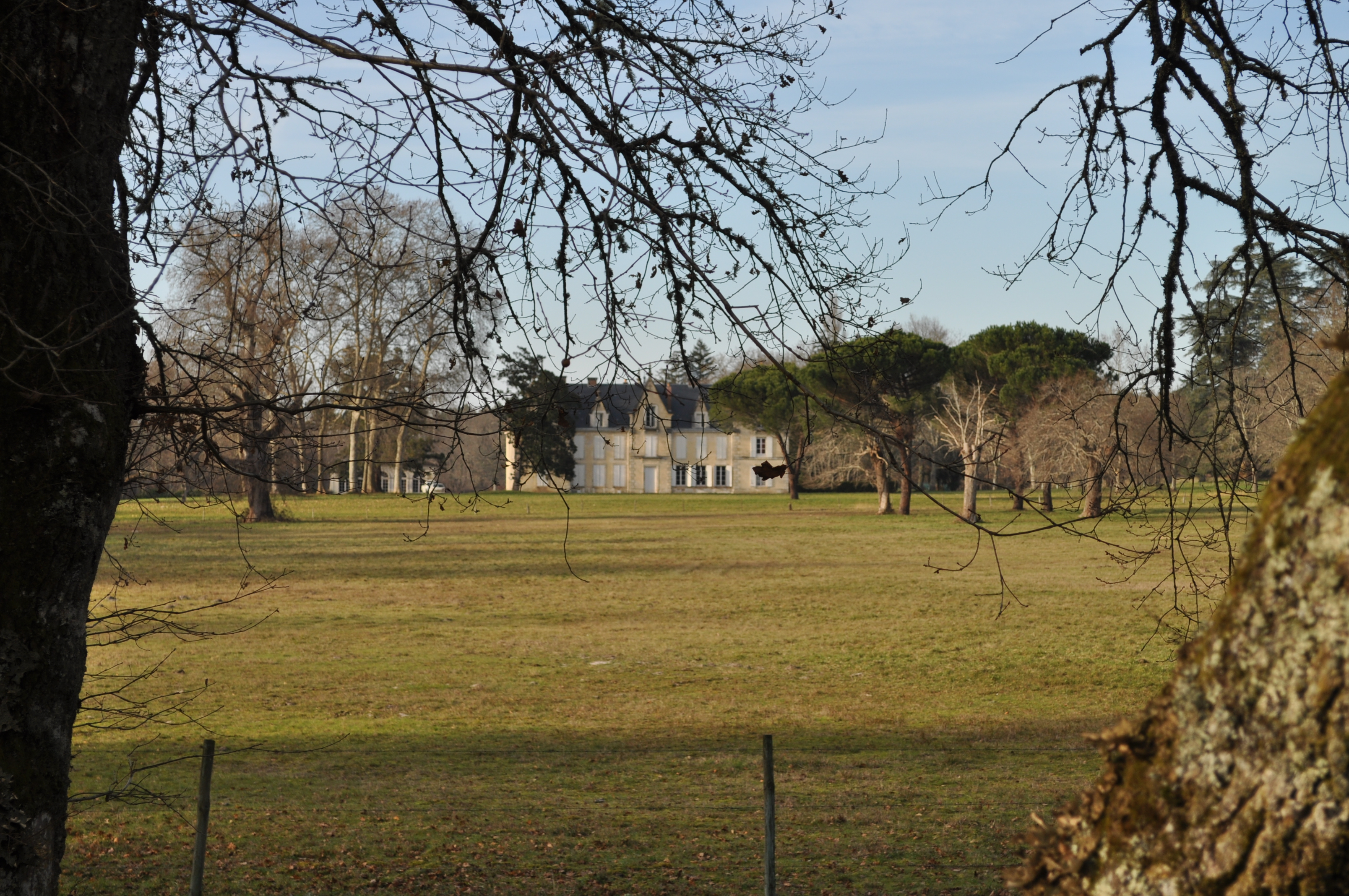
Vue depuis la chapelle.
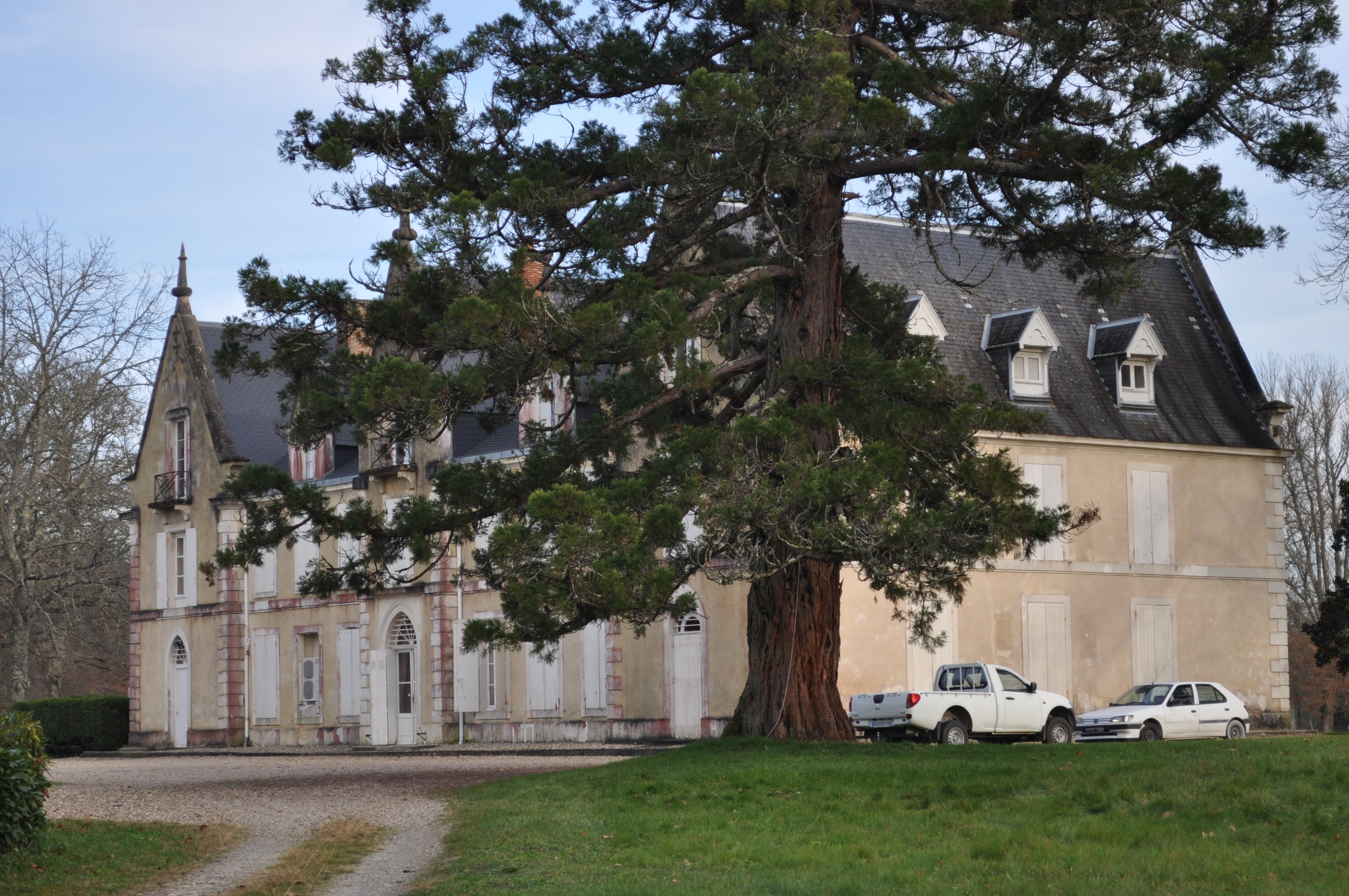
Façade postérieure.

### Cimetière du Tren
Dans ce cimetière du Tren, autour de la chapelle de Sainte-Radegonde, ancien domaine du château de Carnine, à quelque 150 m de là, sont inhumés les derniers membres de la famille de Brocas de Lanauze et certains de la famille de Roquemaurel, unis par des liens du sang aux premiers, nouveaux propriétaires du château.
1. À gauche : Guillaume-François-de L’Île de Brocas de La Nauze, fils de François-Vosy Brocas de la Nauze et de Mathilde-Marie-Françoise de Villespassans de Faure, né le 29 octobre 1849 et mort, au château, le 17 mai 1921 ;
2. Au fond à droite, double, les parents de Guillaume : Mathilde-Marie-Françoise de Villespassans de Faure de Saint Maurice, comtesse de Brocas de La Nauze, née le 9 juillet 1893 et décédée au château de Malvirade, inhumée ici le 27 octobre 1887 et François-Vosy Brocas de la Nauze né le 8 avril 18.., décédé au château de Carnine le 6 avril 1887 ;
3. En face, au fond : un enfant (non lisible) ;
4. Au milieu à gauche : Gabrielle Chantal Armande, de Barthelemy d’Hastel, comtesse de Brocas de La Nauze, morte à Bordeaux le 31 décembre 1934, inhumée ici le 3 janvier 1935 ;
5. Au fond à gauche, nom illisible, comtesse de Roquemaurel, née, au château de Carnine sans doute le 29 août 1852, décédée à Bordeaux le 17 février 1903 ;
6. François Béranger Eduard Bernard, comte de Brocas de La Nauze, né à Courmelois (Marne) le 12 juillet 1880, décédé à Lisbonne le 9 avril 1964, dernier du nom de la branche des de Brocas de La Nauze issus de la Famille de Brocas de Lanauze ;
7. Tombe double : Ithier (1914-1996), marquis de Roquemaurel et Claude de Nadaillac (1917-1990) marquise de Roquemaurel ;
8. Emplacement réservé aux actuels propriétaires de Roquemaurel ;

Note d’archéologie du comte de Broca, maire de Beauziac :
« En faisant les terrassements du chemin no 1, dit de Pindères, dans les terrains attenant au cimetière de l’église du Tren, on a trouvé des tombes ou sarcophages de pierre paraissant remonter à une époque assez reculée. Il m’a été remis une petite pièce de monnaie de Jeanne de Châtillon de 1279 à 1302. D’un côté il y a Comtesta et de l’autre, Blesio Castro. D’autres tombes semblables existent encore dans le même lieu. »

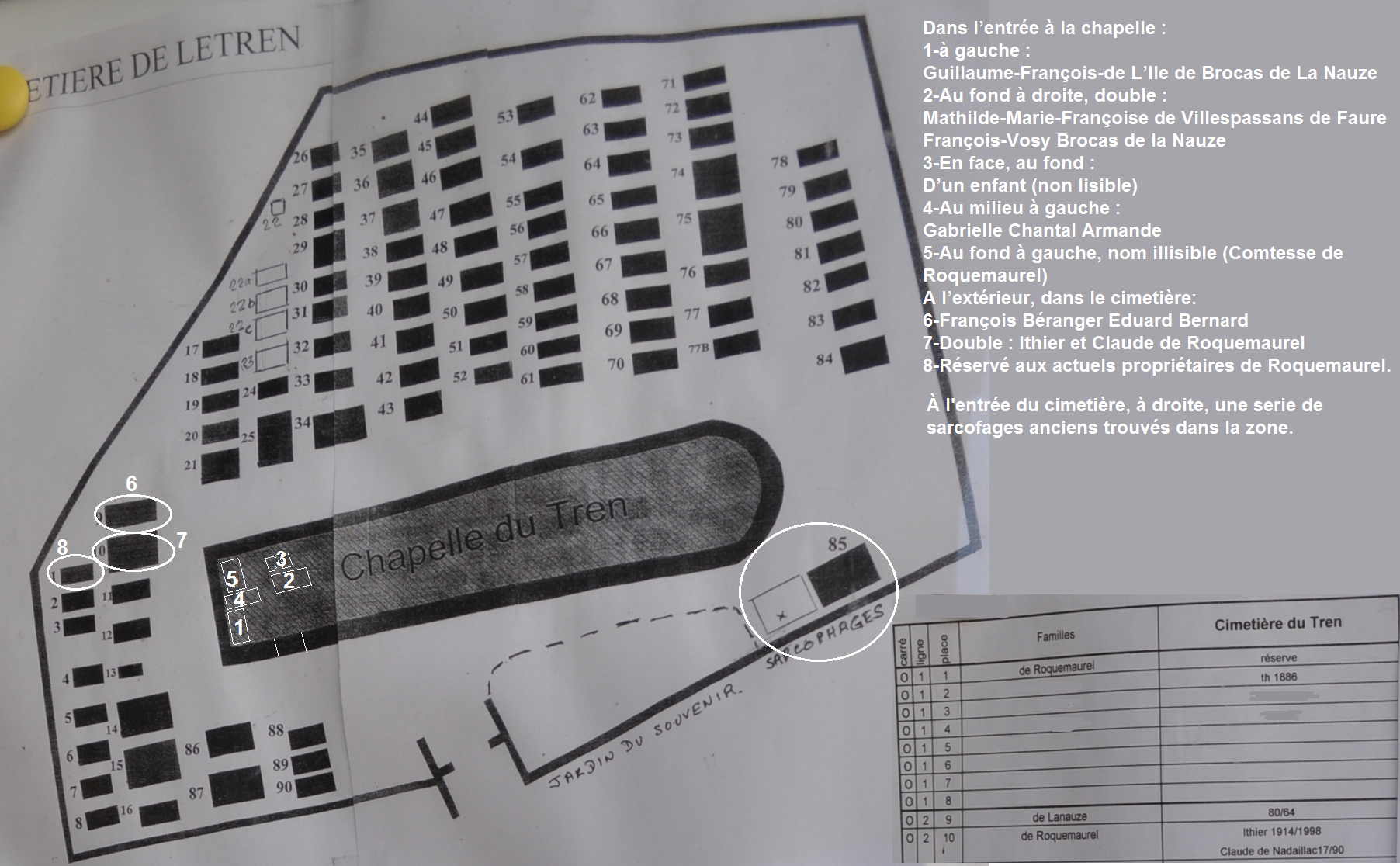
Plan du cimetière du Tren.
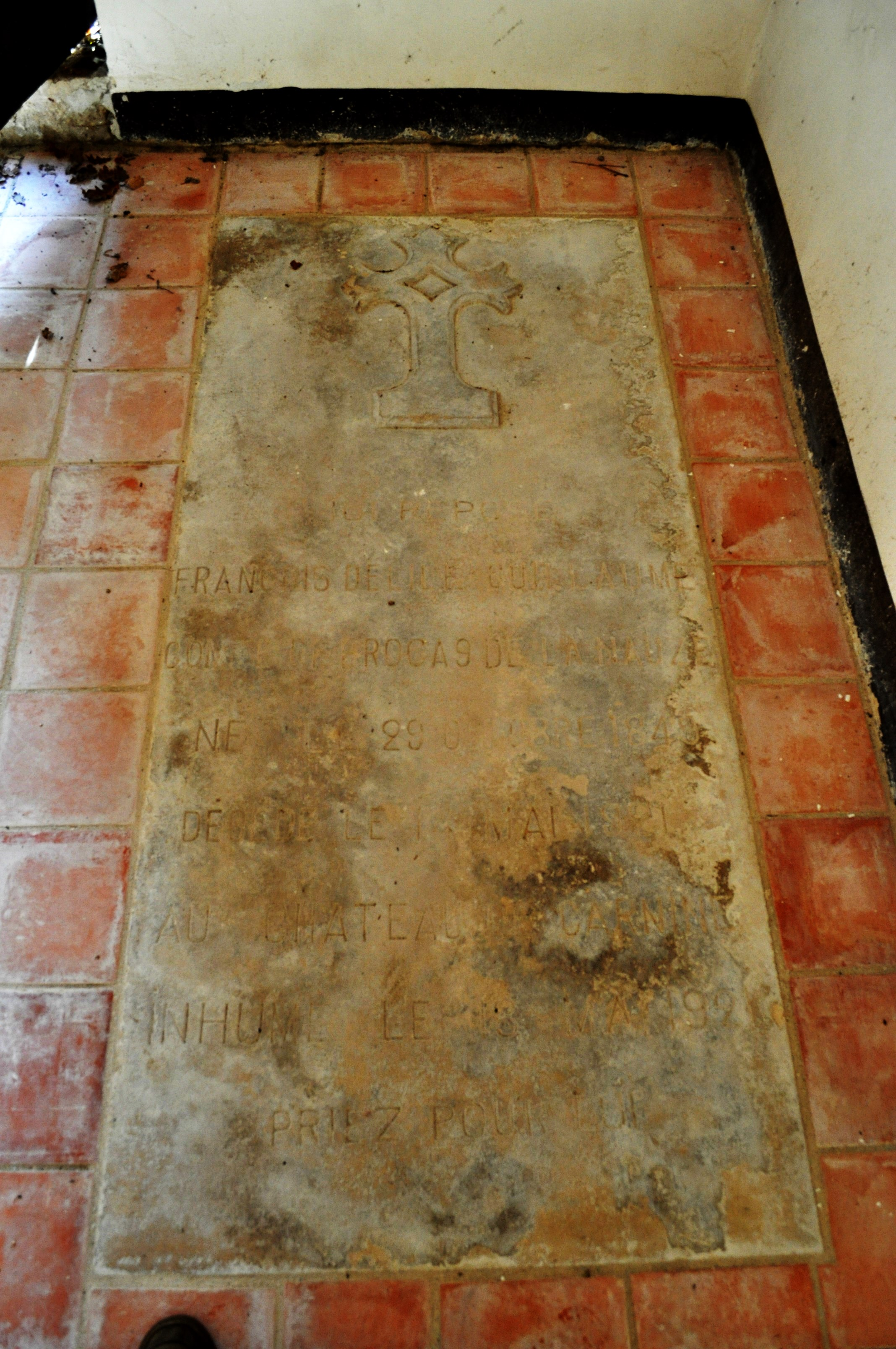
1 Tombe de François de L'Ile Guillaume.
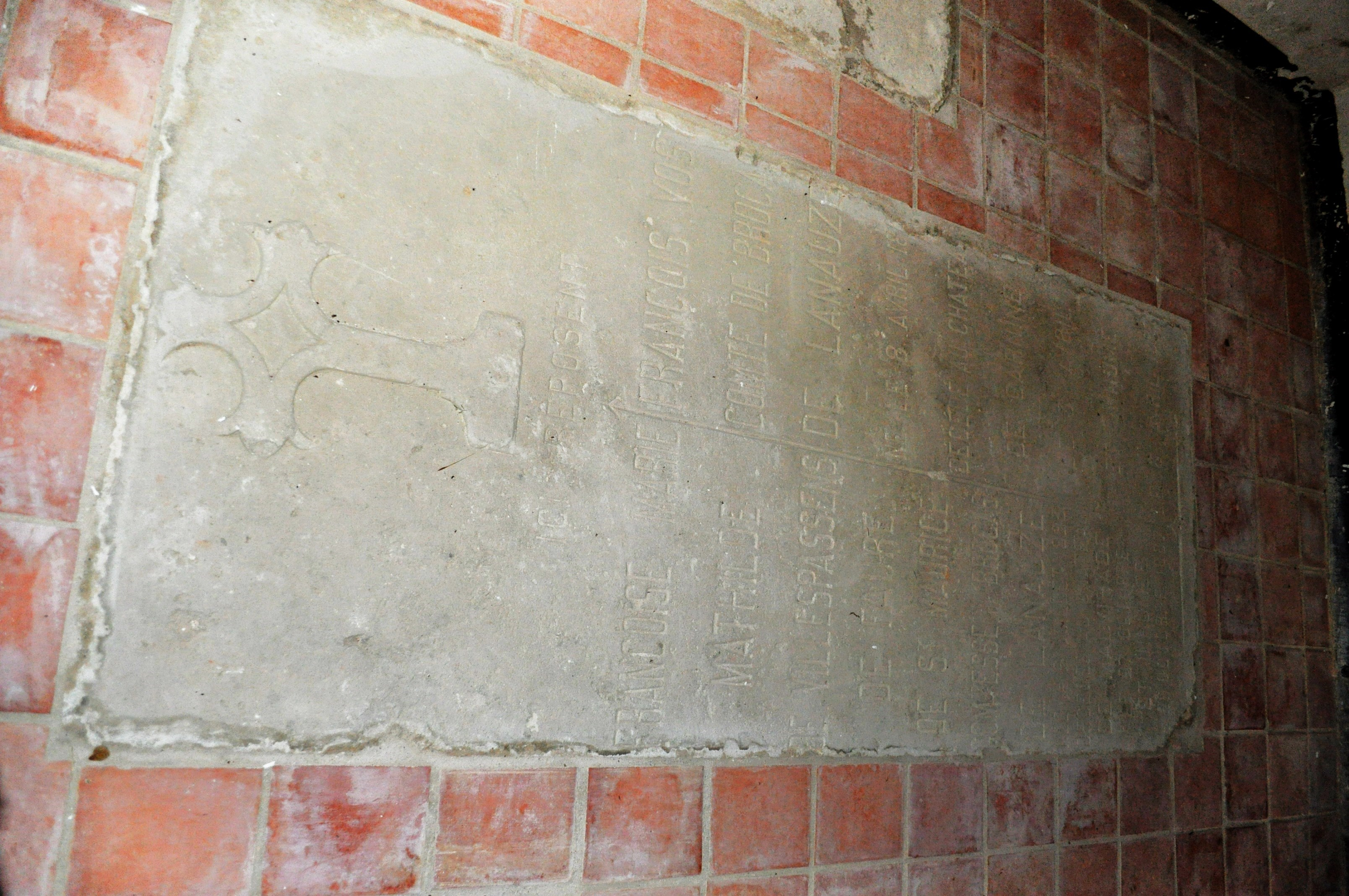
2 Tombe des comtes Brocas et Vosi.
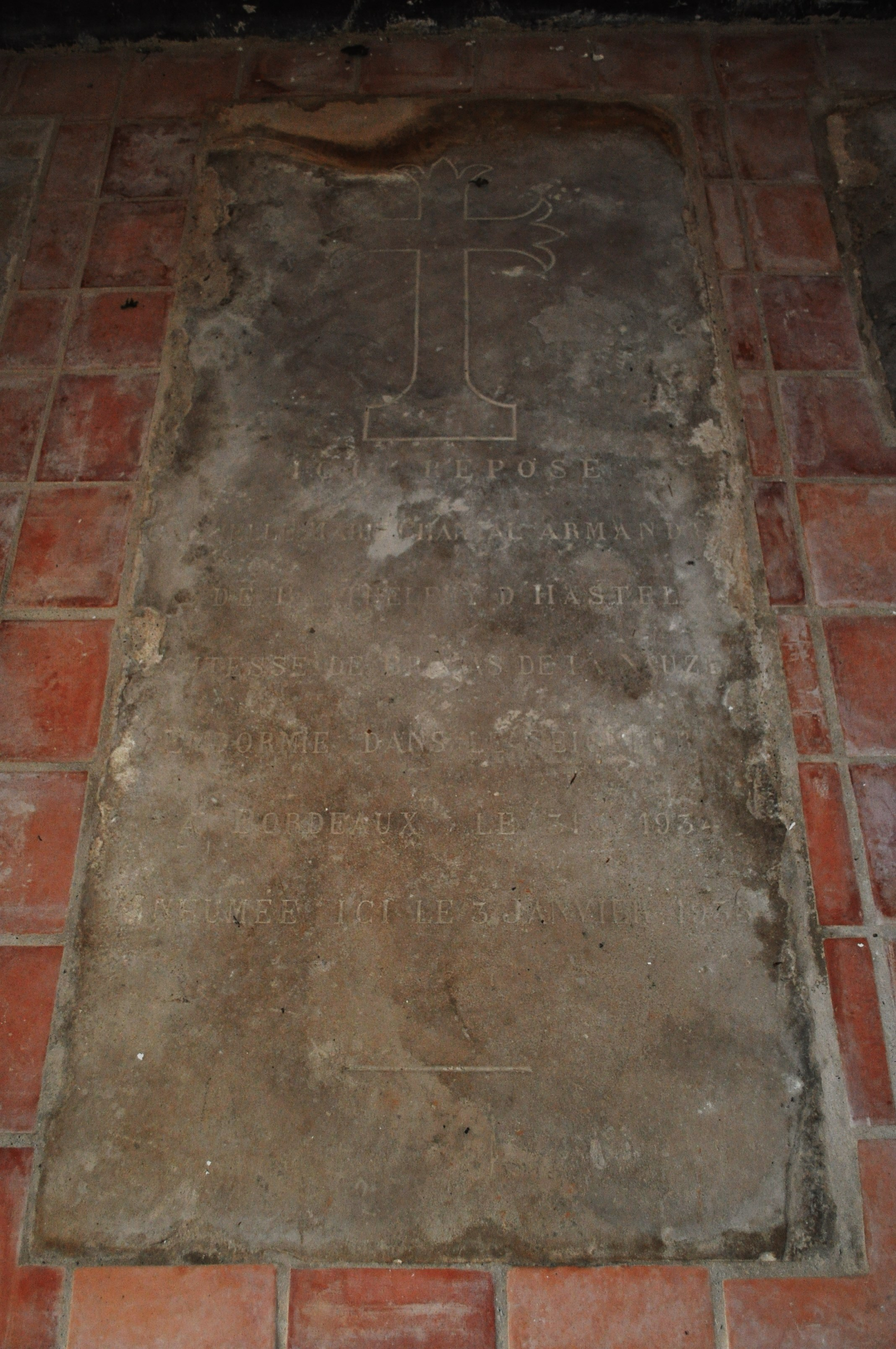
4 Tombe de la comtesse de Brocas de La Nauze.
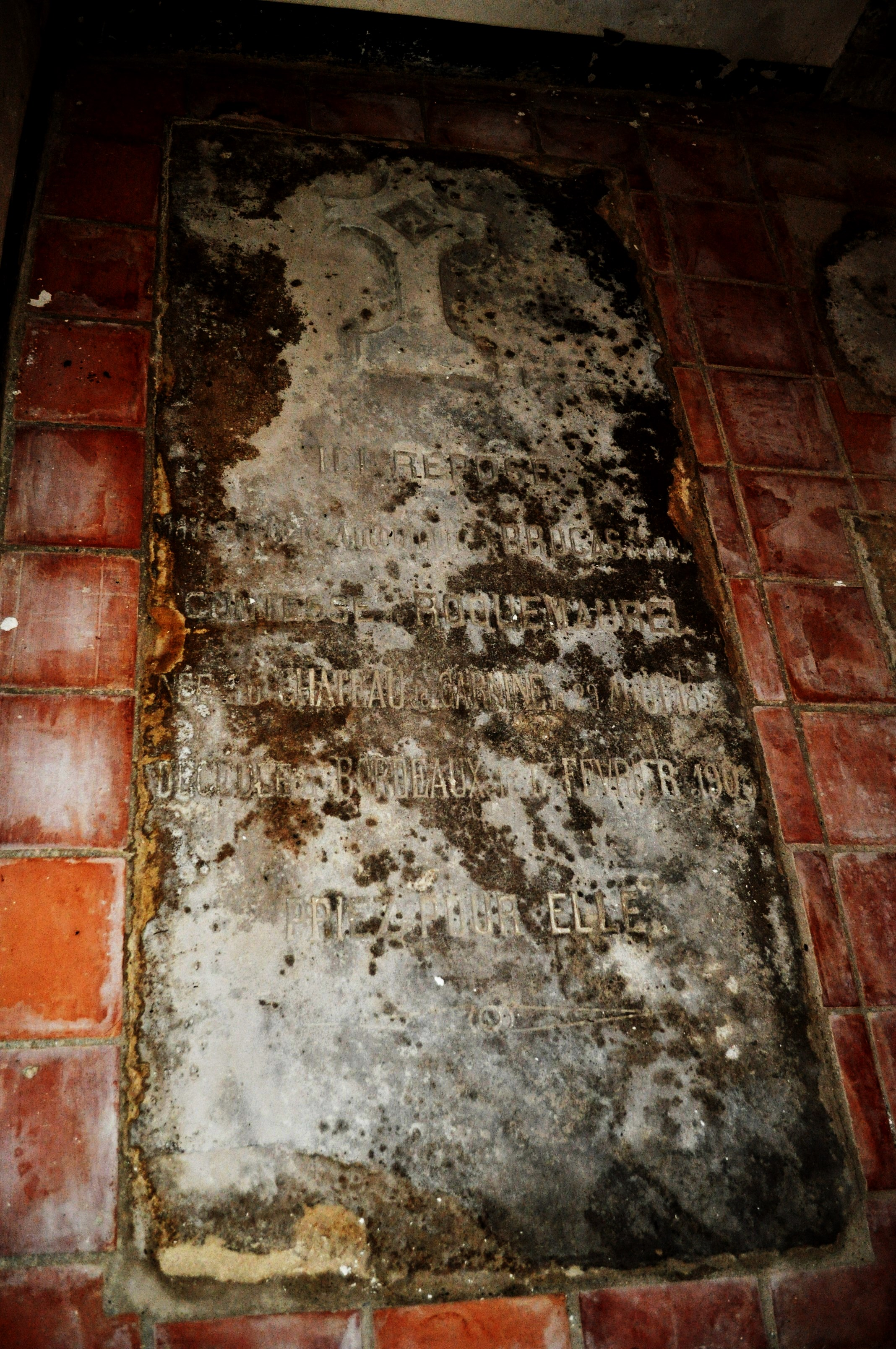
5 Tombe de la comtesse de Roquemaurel.
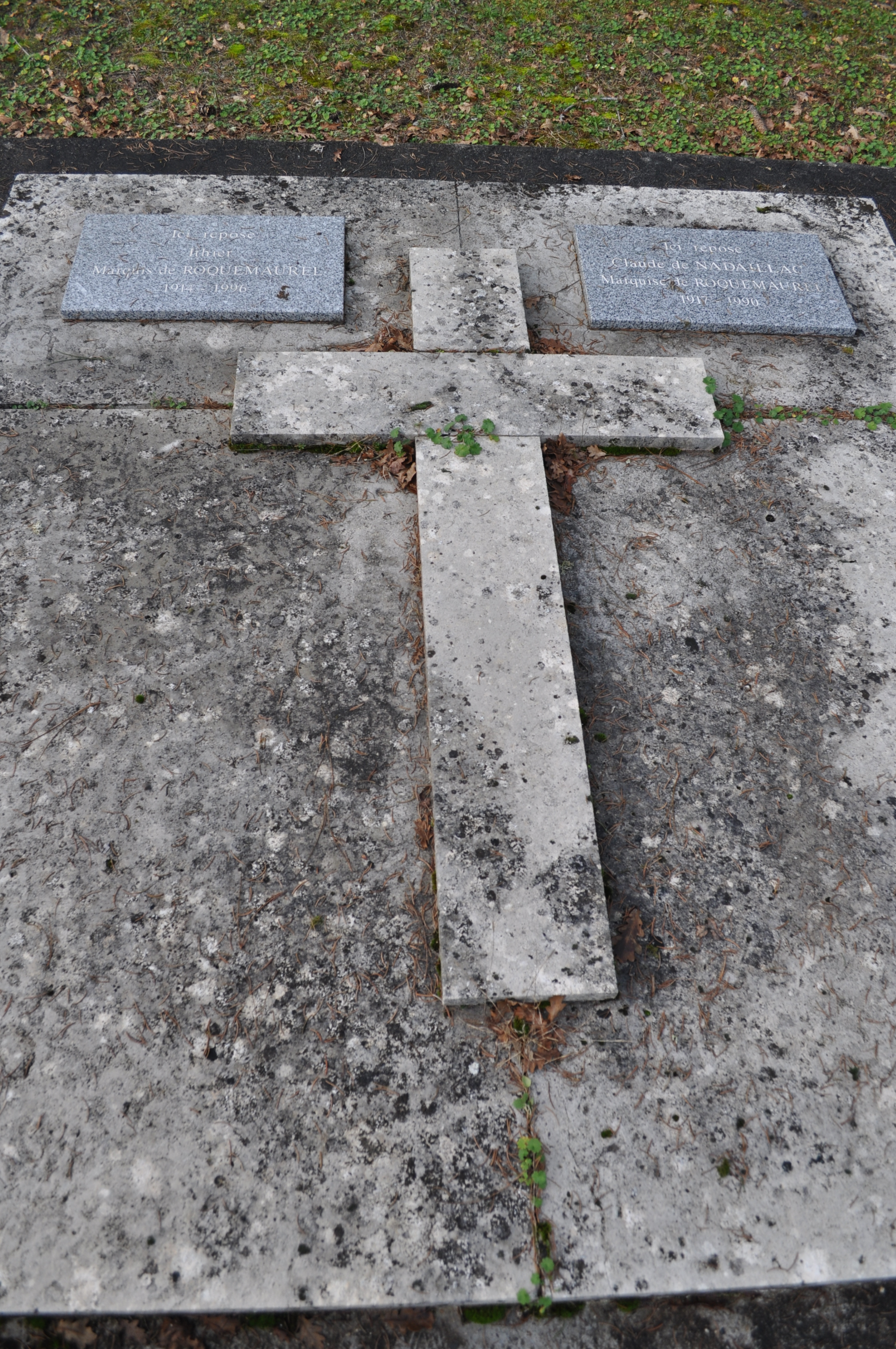
7 Tombe des marquis de Roquemaurel.
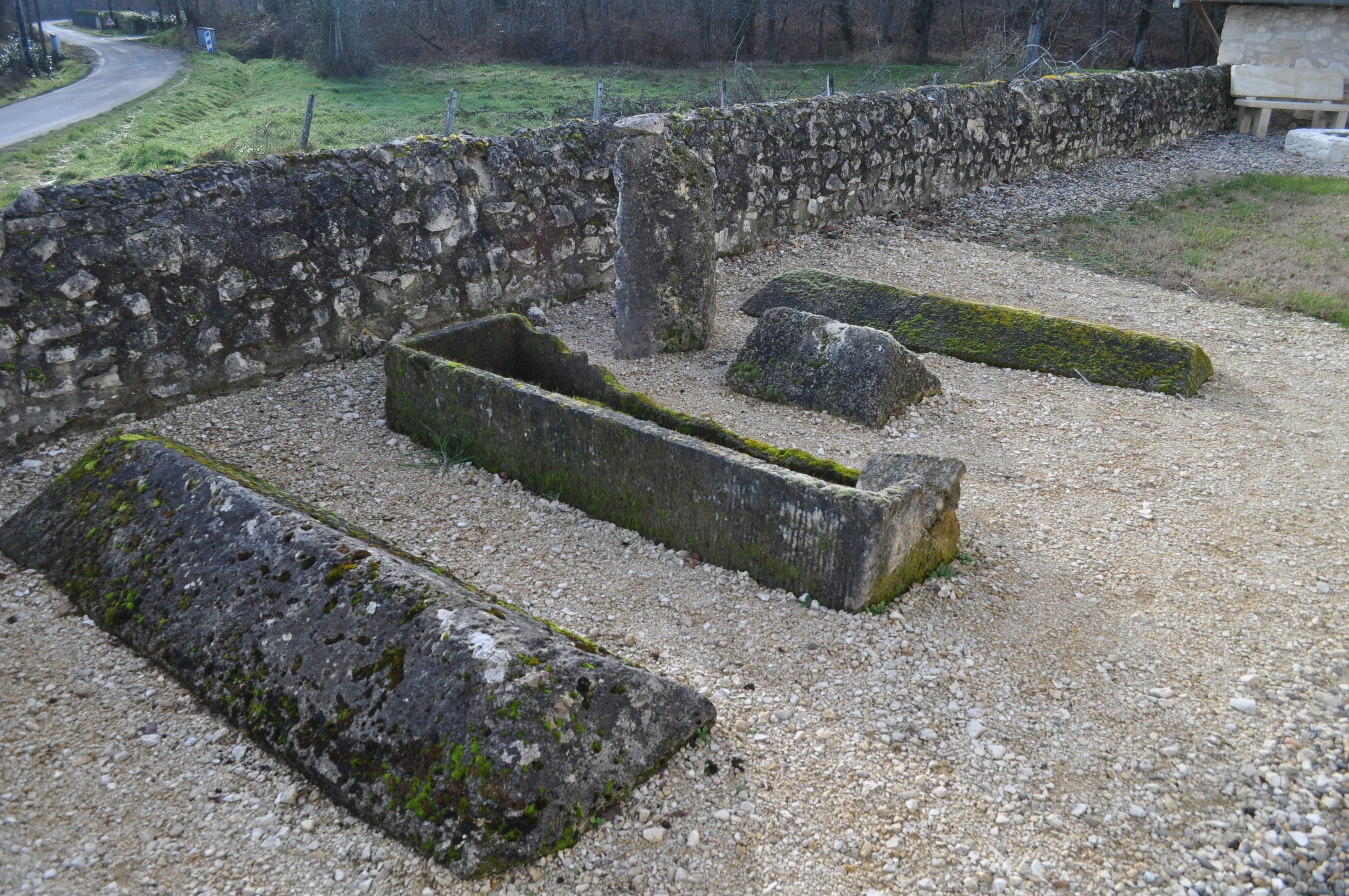
Sarcophages de pierre trouvés par le comte de Brocas.

### Chapelle Sainte-Radegonde
Dans le hameau du Tren, autrefois propriété des châtelains.

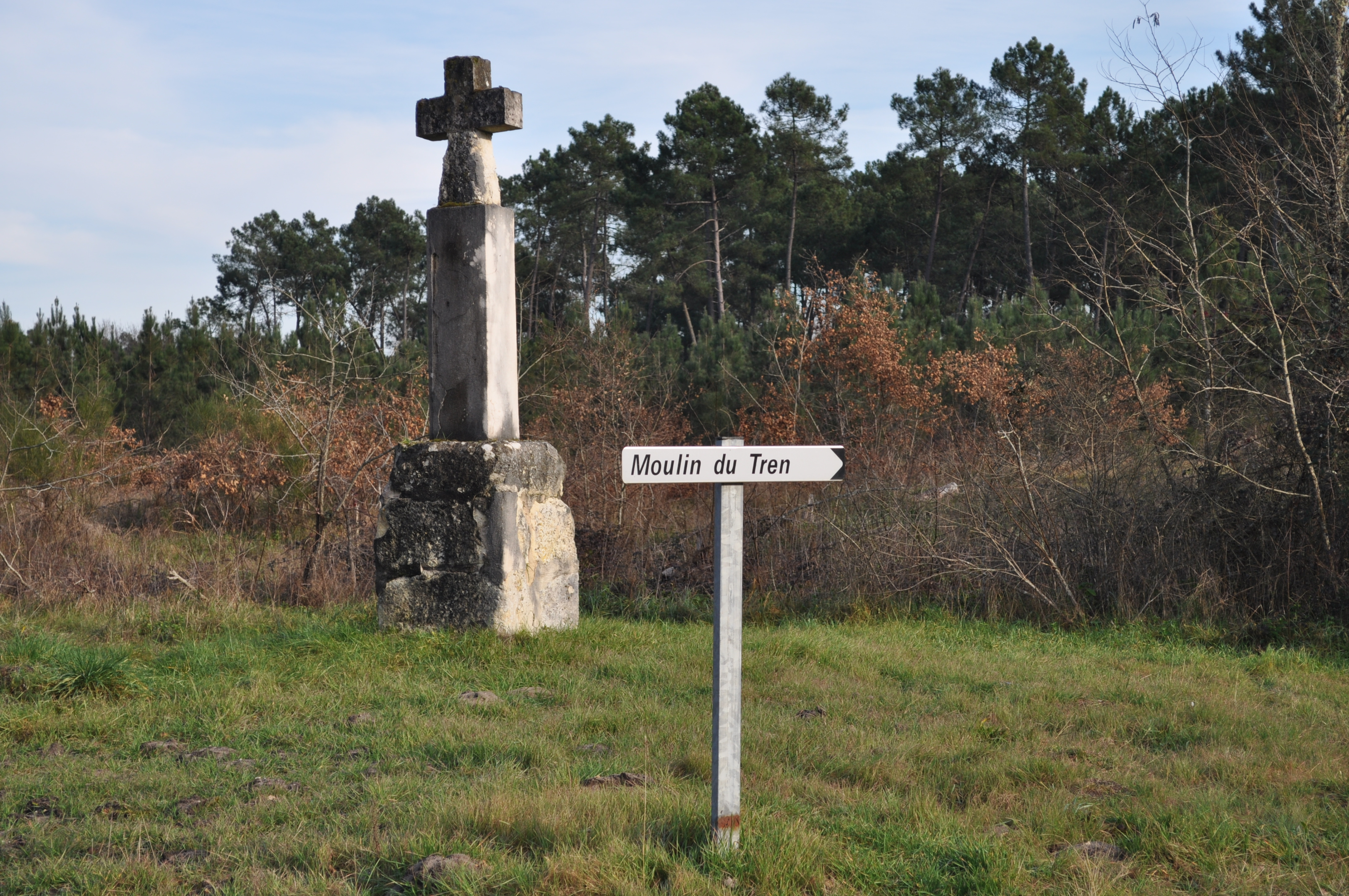
Hameau du Tren.
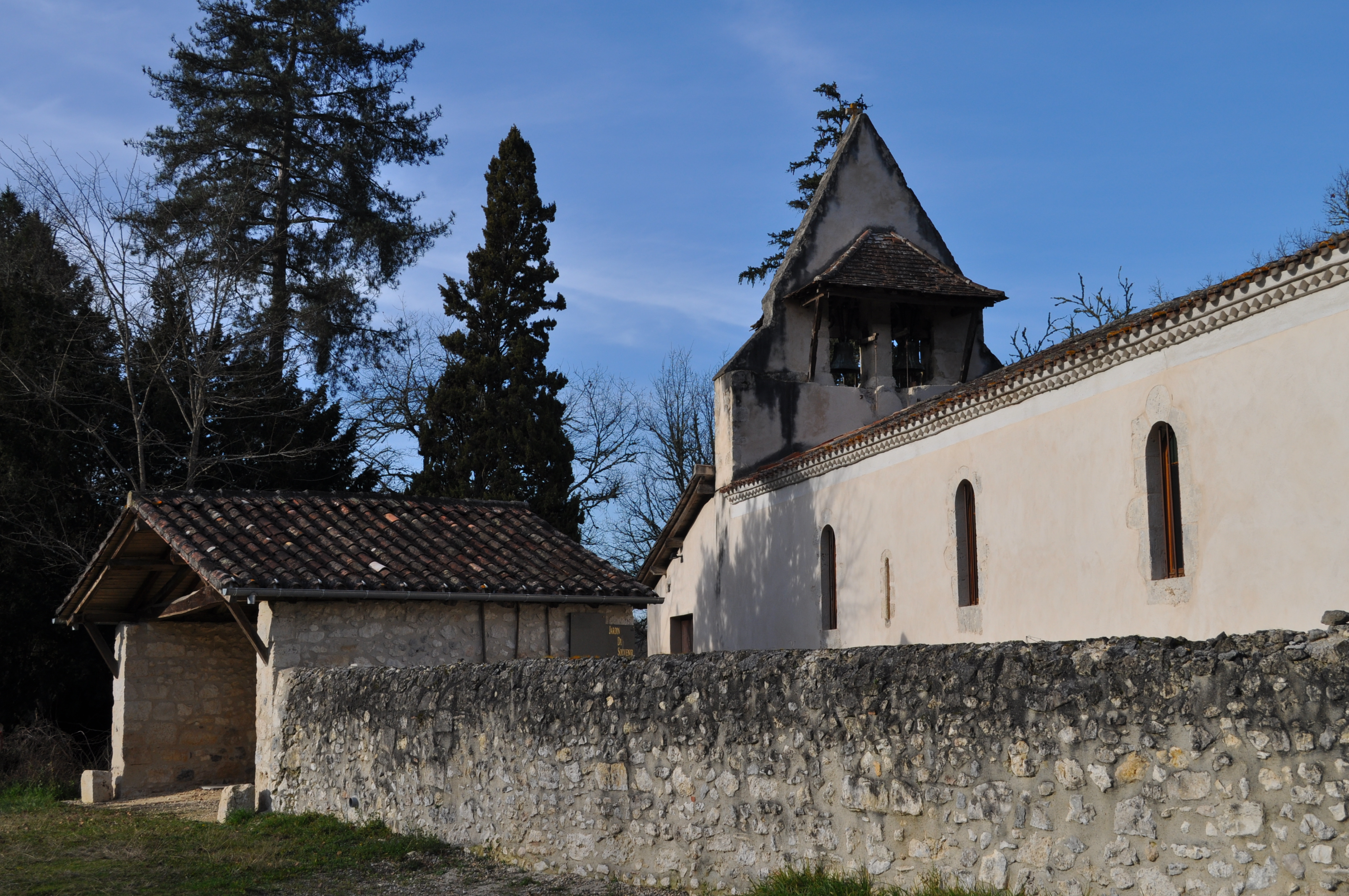
Vue du sud de la chapelle.
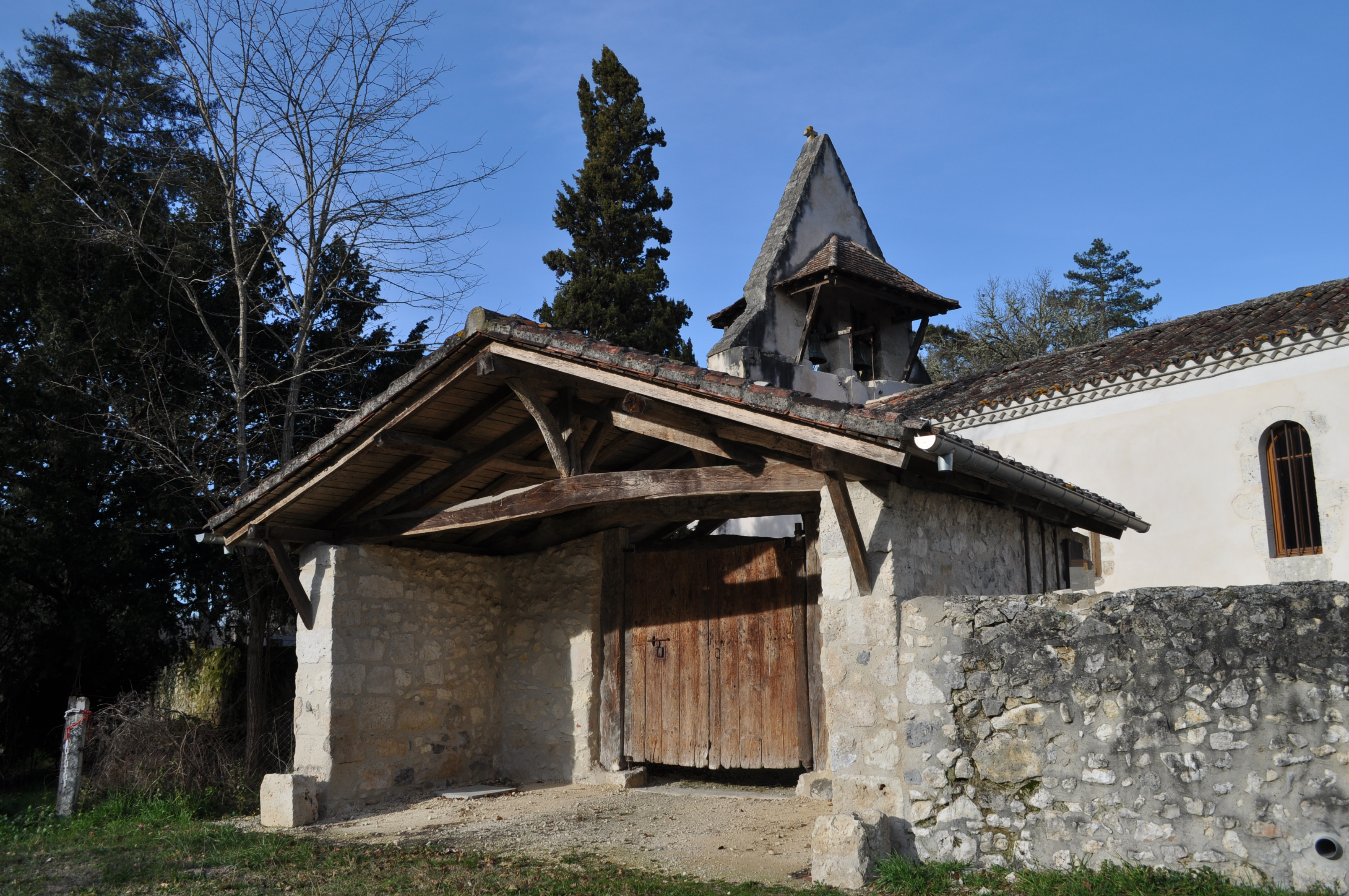
Entrée dans l’enceinte.
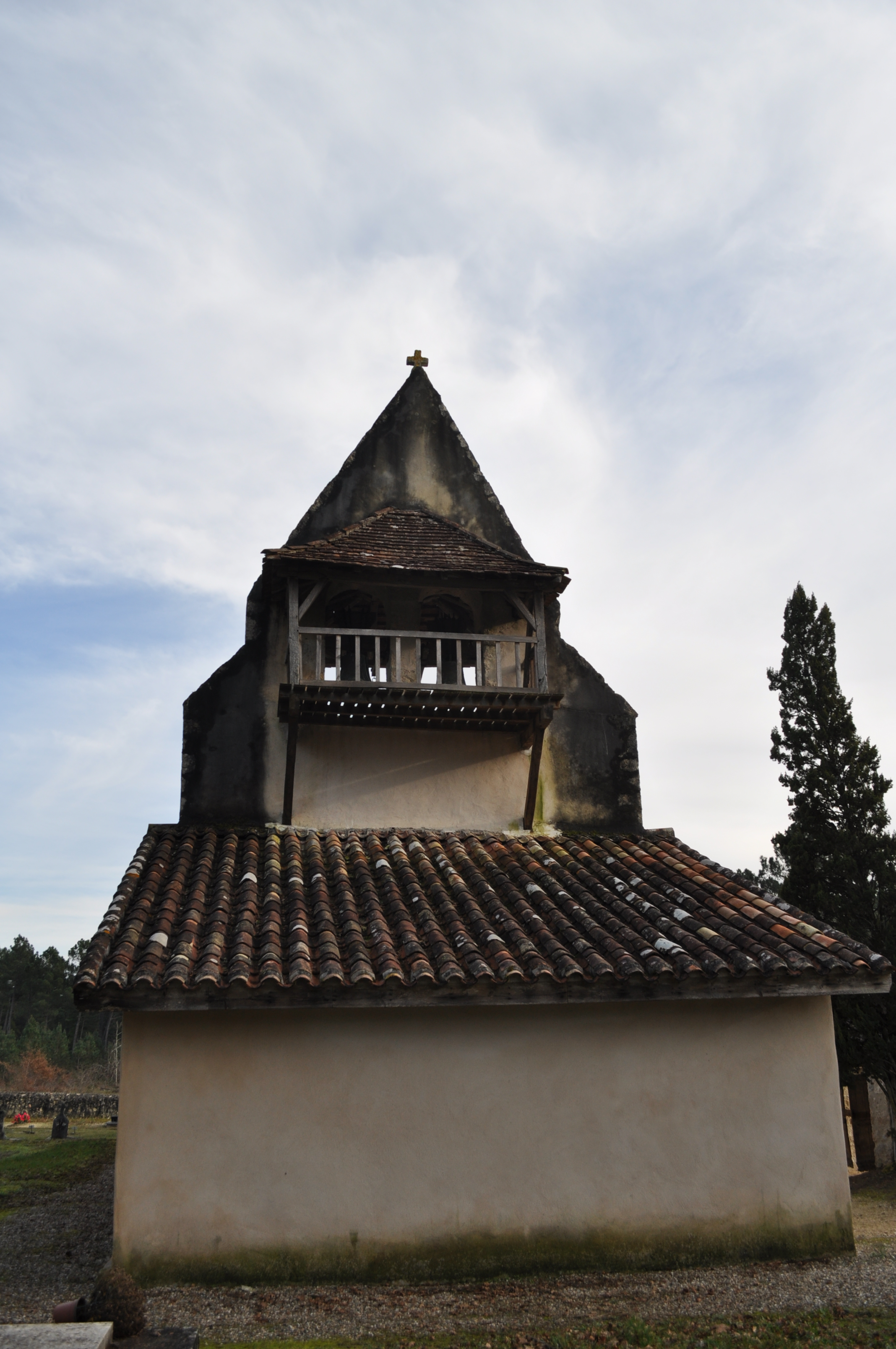
Vue du clocher.
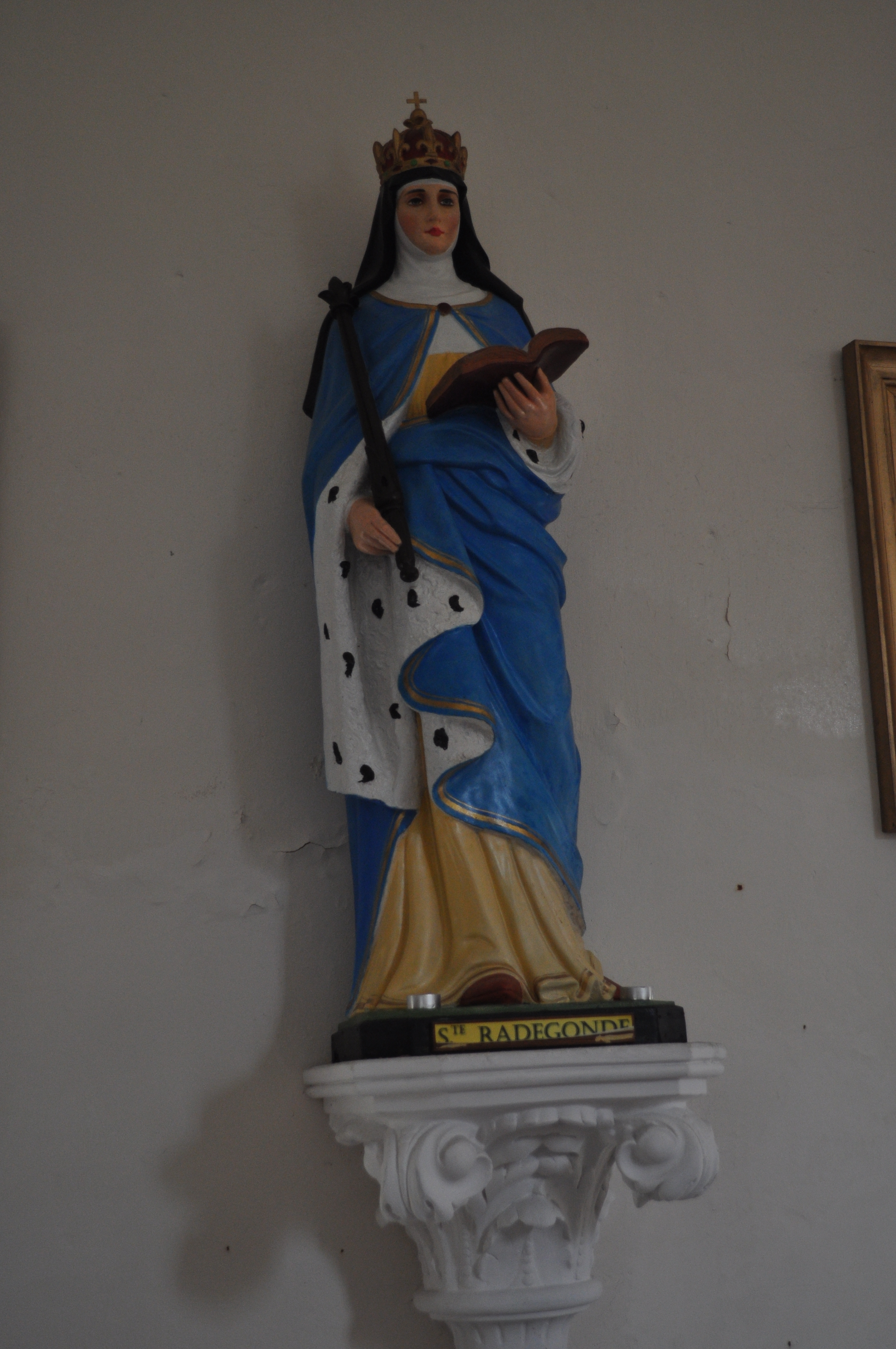
Sainte-Radegonde.
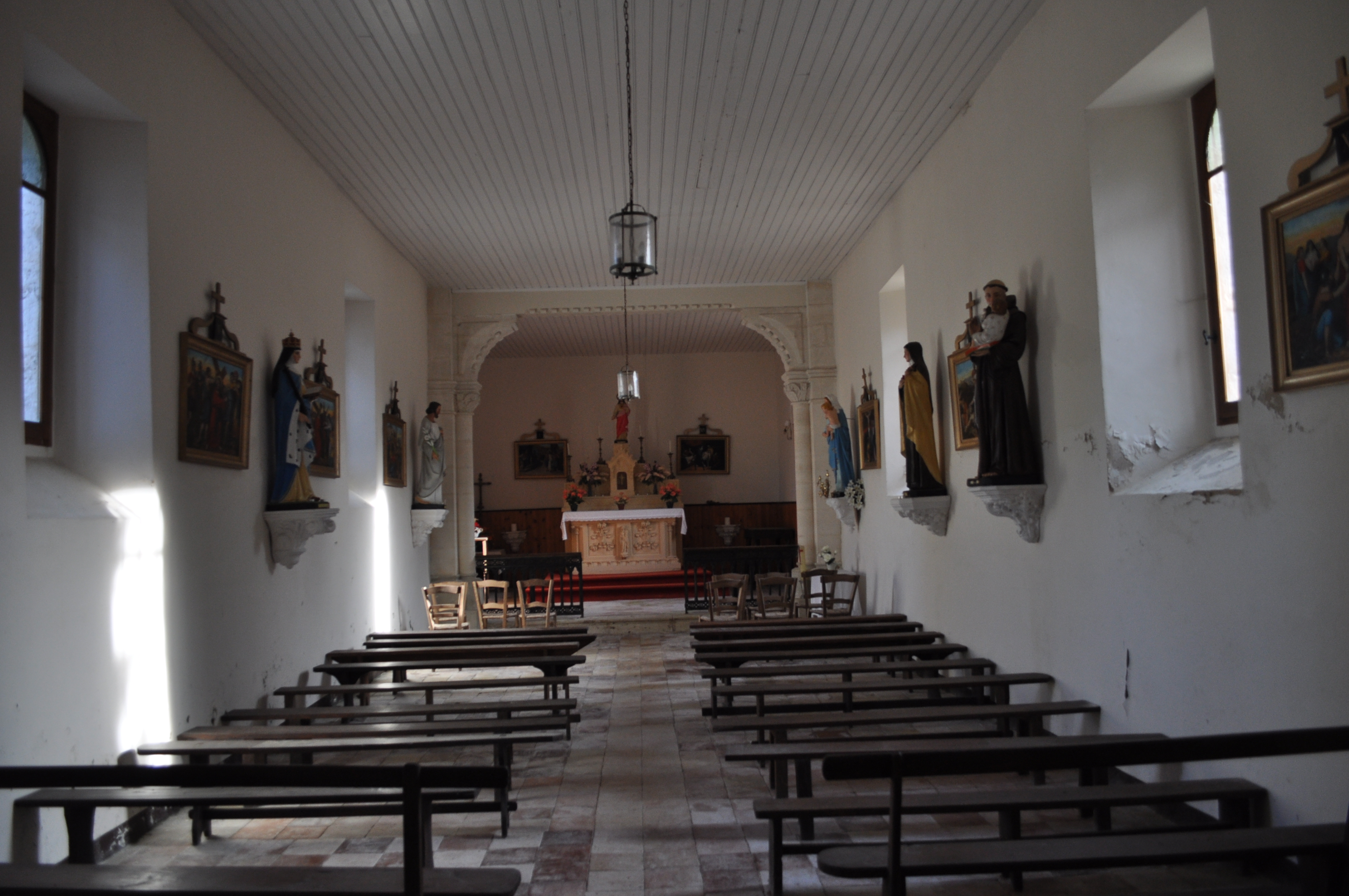
Intérieur de la chapelle.
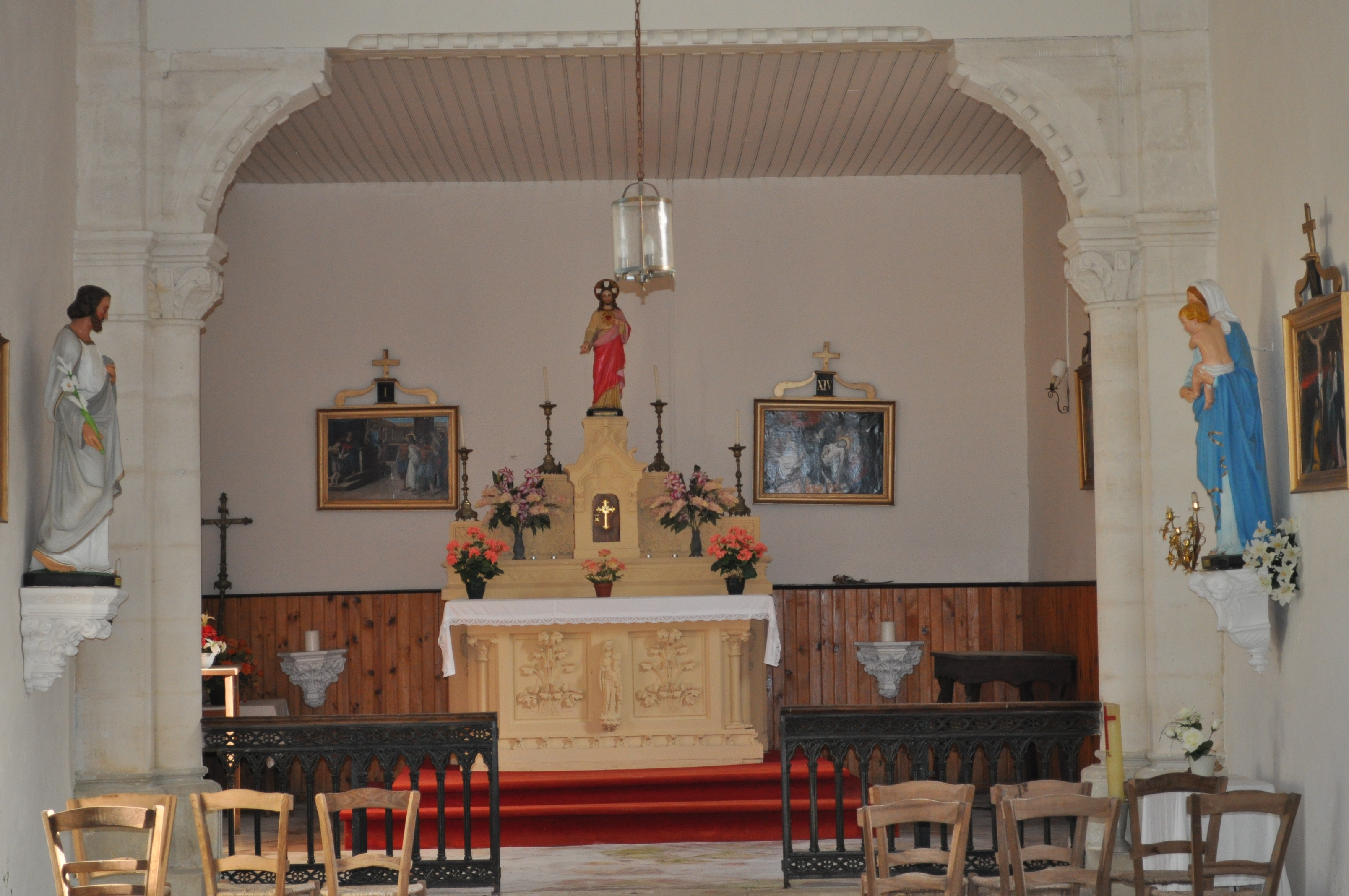
L’autel.

## Politique et administration
| Période                                  | Période        | Identité        | Étiquette | Qualité |
| ---------------------------------------- | -------------- | --------------- | --------- | ------- |
| mars 1983                                | mars 1989      | Roland Marquet  |           |         |
| mars 1989                                | mars 2001      | René Rochereau  |           |         |
| mars 2001                                | septembre 2007 | Bernard Caubet  | DVD       |         |
| septembre 2007                           | mars 2020      | Claude Gally    |           |         |
| mars 2020                                | En cours       | Dominique Roman |           |         |
| Les données manquantes sont à compléter. |                |                 |           |         |

## Démographie
Les habitants sont appelés les Beauziacais.
L'évolution du nombre d'habitants est connue à travers les recensements de la population effectués dans la commune depuis 1793. Pour les communes de moins de 10 000 habitants, une enquête de recensement portant sur toute la population est réalisée tous les cinq ans, les populations de référence des années intermédiaires étant quant à elles estimées par interpolation ou extrapolation. Pour la commune, le premier recensement exhaustif entrant dans le cadre du nouveau dispositif a été réalisé en 2007.

En 2022, la commune comptait 236 habitants, en évolution de −4,84 % par rapport à 2016 (Lot-et-Garonne : −0,18 %, France hors Mayotte : +2,11 %).
| 1793 | 1800 | 1806 | 1821 | 1831 | 1836 | 1841 | 1846 | 1851 |
| ---- | ---- | ---- | ---- | ---- | ---- | ---- | ---- | ---- |
| 207  | 199  | 180  | 184  | 231  | 240  | 471  | 436  | 448  |

| 1856 | 1861 | 1866 | 1872 | 1876 | 1881 | 1886 | 1891 | 1896 |
| ---- | ---- | ---- | ---- | ---- | ---- | ---- | ---- | ---- |
| 453  | 413  | 437  | 460  | 448  | 435  | 438  | 441  | 421  |

| 1901 | 1906 | 1911 | 1921 | 1926 | 1931 | 1936 | 1946 | 1954 |
| ---- | ---- | ---- | ---- | ---- | ---- | ---- | ---- | ---- |
| 410  | 415  | 395  | 324  | 333  | 290  | 265  | 217  | 201  |

| 1962 | 1968 | 1975 | 1982 | 1990 | 1999 | 2006 | 2007 | 2012 |
| ---- | ---- | ---- | ---- | ---- | ---- | ---- | ---- | ---- |
| 218  | 192  | 175  | 173  | 195  | 215  | 240  | 243  | 260  |

| 2017 | 2022 | - | - | - | - | - | - | - |
| ---- | ---- | - | - | - | - | - | - | - |
| 237  | 236  | - | - | - | - | - | - | - |

## Lieux et monuments
- Église Saint-Ferréol, datant du XVIIe siècle, de Bouchet (bourg),
- Église Sainte-Radegonde et cimetière antique du hameau du Tren.
- Château de Beauziac.
- Château de Carnine.

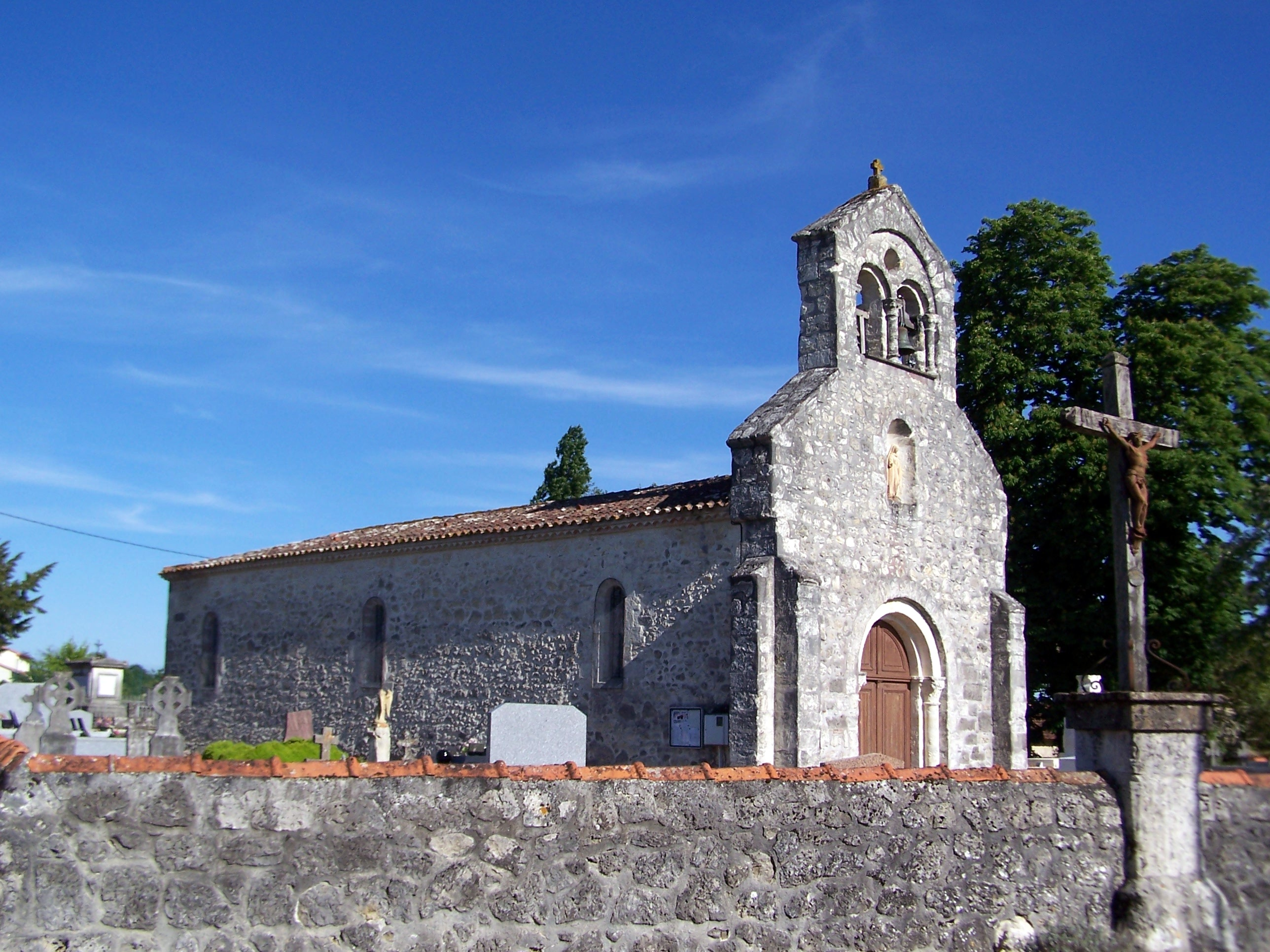
L'église Saint-Ferréol, vue nord-ouest (avr. 2013).
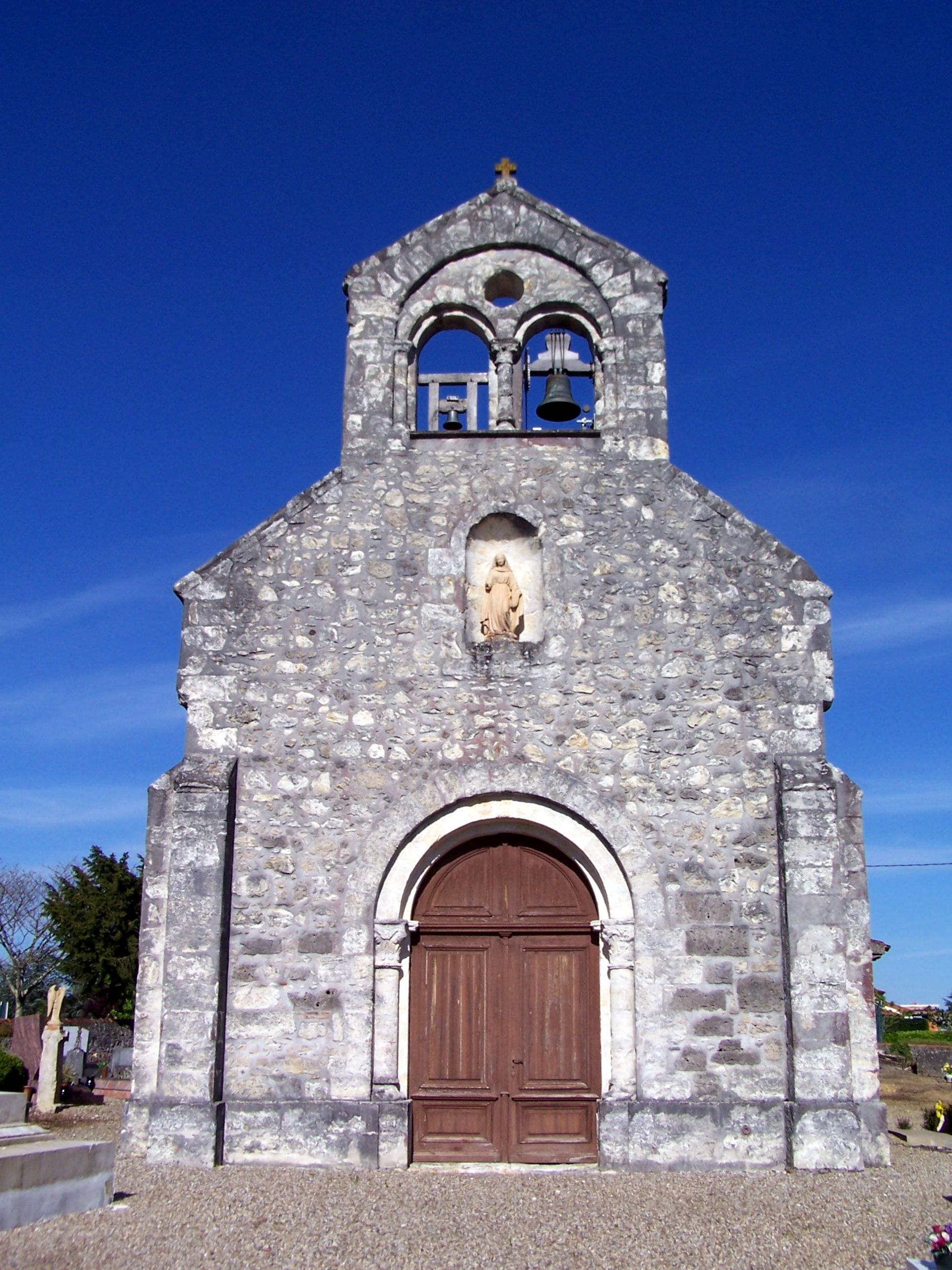
La façade ouest de l'église (avr. 2013).
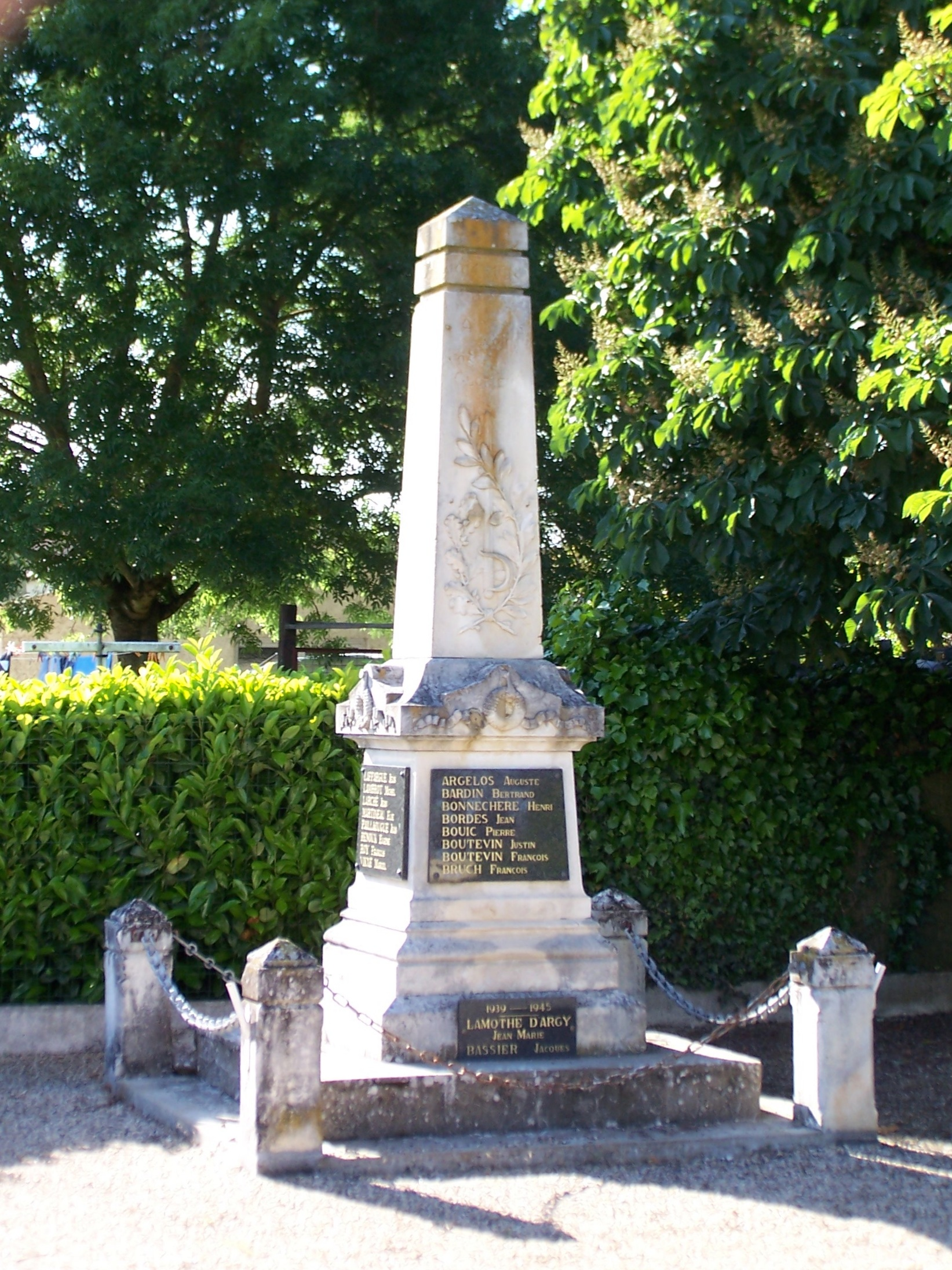
Le monument aux morts en face de l'église (avr. 2013).

## Personnalités liées à la commune
- François-Vosy de Brocas de La Nauze (1762-1824), maire de Beauziac.